# IC 2184
IC 2184 est une paire de galaxies située dans la constellation de la Girafe. Sa vitesse par rapport au fond diffus cosmologique est de 3 625 ± 8 km/s, ce qui correspond à une distance de Hubble de 53,5 ± 3,8 Mpc (∼174 millions d'al). IC 2184 a été découverte par l'astronome français Guillaume Bigourdan en 1900.
IC 2184 présente une large raie HI.

## Galaxies en interaction
IC 2184 se compose de deux galaxies spirales vues par la tranche et qui présentent de sévères signes d'interaction gravitationnelle. Les deux galaxies sont en effet en collision et une vaste région de formation stellaire apparaît (en bleue) au nord-est de ces dernières, conséquence de cet évènement. Il est fort probable que les deux galaxies fusionnent complètement dans un avenir lointain, donnant naissance à une nouvelle galaxie.
Selon le professeur Seligman, les deux galaxies sont de type morphologique SBb pec, où « SB » indique, selon la classification de Hubble, qu'il s'agit de galaxies spirales barrées, et « pec » de galaxies particulières.